# Anton Darohs
Anton Darohs (* 22. März 1991 in Villach) ist ein österreichischer Eishockeyverteidiger. 

## Karriere
Darohs spielte bislang zweimal in der Österreichischen Eishockey-Liga und 22-mal in der Österreichischen U20-Bundesliga. In der Saison 2008/09 fiel er nach einer schweren Verletzung die gesamte Saison aus. Durch seine Verletzung fehlte er auch bei der U18-Weltmeisterschaft.

## Erfolge und Auszeichnungen
- 2007 Österreichischer Jugendmeister mit dem EC VSV
- 2008 Österreichischer Jugendmeister mit dem EC VSV